# Real Club Náutico de Vigo
El Real Club Náutico de Vigo (RCNV) es un club náutico español con sede en la ciudad de Vigo. Pertenece a la Asociación Española de Clubes Náuticos y actualmente cuenta con aproximadamente 3 000 socios.

## Historia
El 15 de abril de 1906 se crea el "Club Náutico de Vigo", y el 7 de agosto del mismo año, el Rey Alfonso XIII acepta la Presidencia de Honor de la entidad, incorporando el título de "Real" a su nombre. Pero la sociedad cesó toda su actividad en 1910.
En 1926 se funda el club actual, con el mismo nombre que el desaparecido en 1910. Hasta 1929 la sede del club estuvo en una goleta de tres palos y 800 toneladas de registro llamada “Klosofic”, fondeada frente al actual muelle. En sus cubiertas se celebraban fiestas de alto nivel social, y en las bodegas se guardaban las embarcaciones.
En 1945 se fusiona con el Club Marítimo de Vigo. El 4 de agosto de ese mismo año se inaugura en el centro de la ciudad de Vigo el actual edificio que acoge la sede social, obra de los arquitectos Francisco Castro Represas y Pedro Alonso Pérez. El nuevo edificio cuenta con una biblioteca que incluye hemeroteca, dos salas de juegos, salón, cafetería y sala de tenis de mesa.

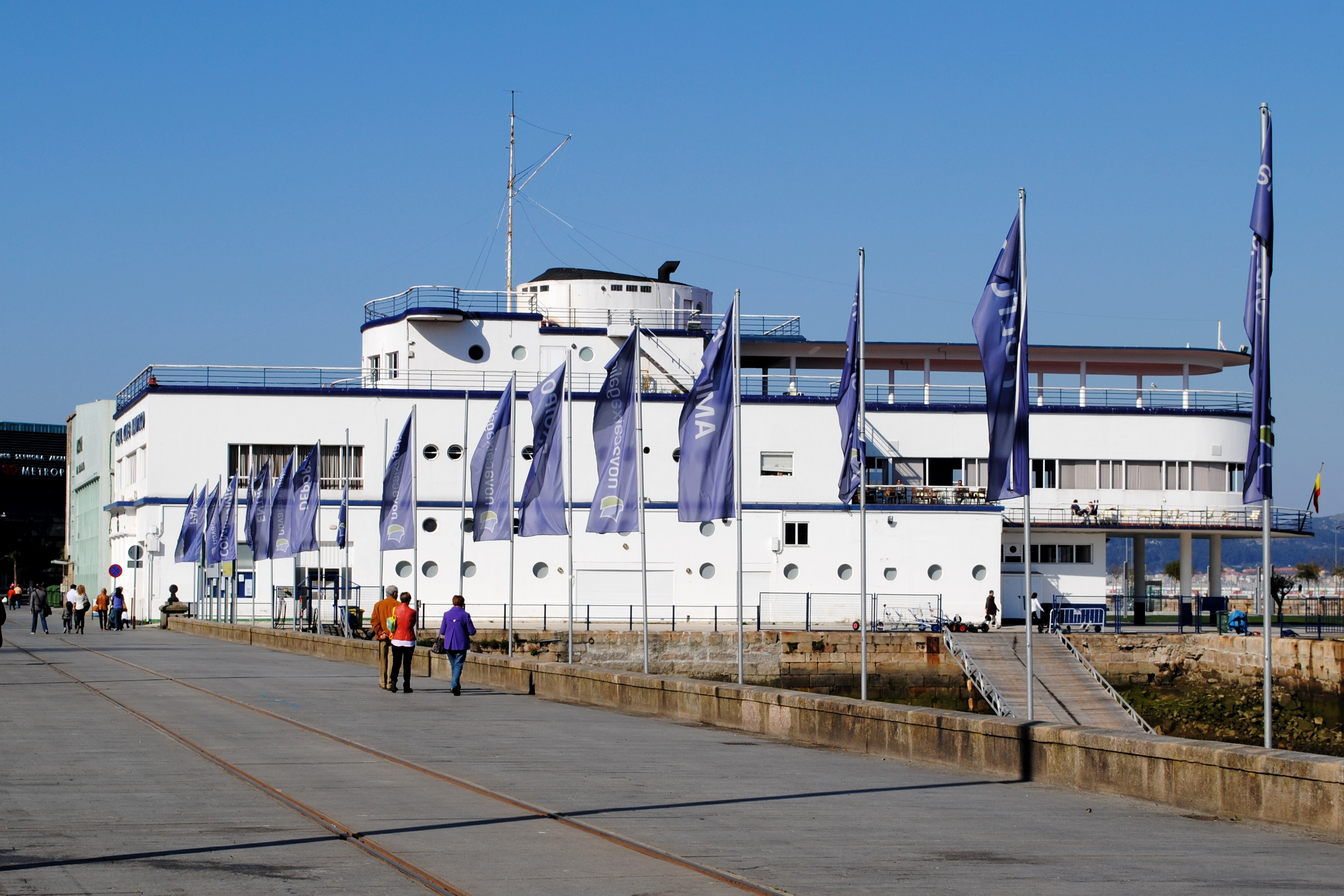
Sede del club, obra de Francisco Castro Represas y Pedro Alonso Pérez.

En 1967 el Náutico abre su piscina cubierta climatizada en un edificio anexo al de la sede social, la primera de Galicia. La nueva piscina da un enorme impulso a lo deportes de natación y waterpolo en el club permitiendo a los deportistas entrenar todo el año.
En 1987 adquiere las instalaciones del Club de Tenis Los Abetos, en Nigran. Este espacio dispone de nueve pistas de tenis, siete de pádel (tres descubiertas y cuatro cubiertas), tres piscinas descubiertas, edificio social con restaurante y pabellón polideportivo.

## Vela
El club ha organizado siete veces el campeonato de España de la clase Snipe (1942, 1952, 1960, 1968, 1980, 2006 y 2020), campeonato que han ganado en cinco ocasiones sus regatistas, y dos veces la Copa (1991 y 2016).
A nivel internacional, ha organizado el campeonato del mundo juvenil de la clase Vaurien (1988), y el de Platú (2006), así como el campeonato de Europa de J/70 (2018).
Actualmente organiza anualmente el Memorial Cholo Armada, la Semana Atlántica, el Trofeo Puerto de Vigo y la Regata Guardiamarina.
Tres regatistas del club han sido olímpicos: Alfredo Vázquez Jiménez en Barcelona 1992 (clase Soling); Tamara Echegoyen en Londres 2012 (clase Elliott 6m), que obtuvo la medalla de oro; y Nicolás Rodríguez García-Paz en Tokio 2020 (clase 470), que obtuvo la medalla de bronce.

## Remo
El mayor éxito de su sección de remo fue el título de la Liga Gallega de Traineras conseguido en 2008, aunque no pudo conseguir el ascenso a la Liga ACT en el play-off.
El club ha tenido los siguientes remeros olímpicos: Modesto Chillón García, Franco Cobas González, Emilio García Bengoechea, Armando González González, José Luis Méndez García y Alberto Valtierra Martínez en Roma 1960; Baltasar Márquez Rodríguez en Seúl 1988; Miguel Ángel Álvarez Villar en Barcelona 1992; Juan Zunzunegui Guimeráns en Sídney 2000 y Atenas 2004; y Rubén Álvarez Hoyos en Atenas 2004.

## Natación
Alejandro Febrero compitió en los Juegos Olímpicos de Londres 1948 y Susana Garabatos en los de Barcelona 1992.

## Premios y reconocimientos
En el año 2006 el pleno del Ayuntamiento de Vigo concede al Real Club Náutico de Vigo la Medalla de Oro de la ciudad.